# Anatolia Hryniewicka-Piotrowska
Anatolia Hryniewicka-Piotrowska (ur. 9 lipca 1896, zm. 15 stycznia 1989) – polska architektka, absolwentka Politechniki Warszawskiej, przedstawicielka modernizmu w architekturze. Była żoną Romana Piotrowskiego.

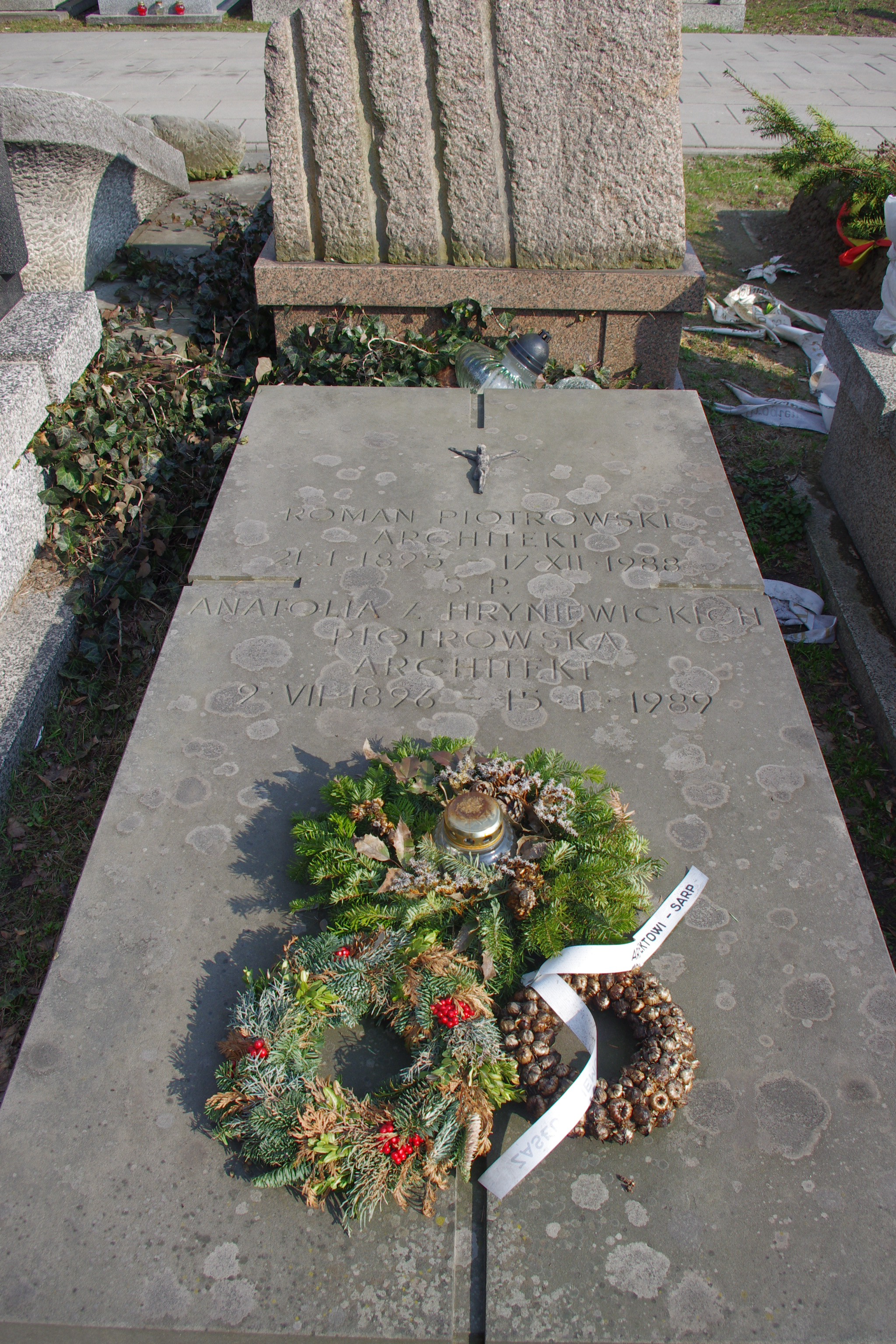
Grobowiec na na Powązkach-Cmentarzu Wojskowym w Warszawie

## Życiorys
W latach 1918–1928 studiowała na Wydziale Architektury Politechniki Warszawskiej. W 1928 ukończyła studia architektoniczne i tym samym stała się członkinią grupy pierwszych kobiet-architektek, które zdobyły formalne techniczne wykształcenie w II Rzeczypospolitej. W swojej pracy zawodowej współpracowała głównie ze swoim mężem, Romanem Piotrowskim, członkiem grupy Praesens. Przez afiliację męża także Hryniewicka-Piotrowska związana była z grupą.
W czasie II wojny światowej Anatolia Hryniewicka-Piotrowska i Roman Piotrowski pracowali w Pracowni Architektoniczno-Urbanistycznej prowadzonej przez Helenę i Szymona Syrkusów. 
Po wojnie wspólnie z Heleną Syrkusową opracowali projekt odbudowy Warszawy jako miasta socjalistycznego.

## Realizacje
- dom mieszkalny dla Pracowników Państwowej Fabryki Karabinów (przed 1928; projekt wykonany z Romanem Piotrowskim)
- Pawilon Pracy Kobiet (1928–1929; zaprojektowany na Powszechną Wystawę Krajową w Poznaniu, będący jednocześnie pierwszą i ostatnią samodzielną realizacją projektową Hryniewickiej-Piotrowskiej)

### Pawilon Pracy Kobiet

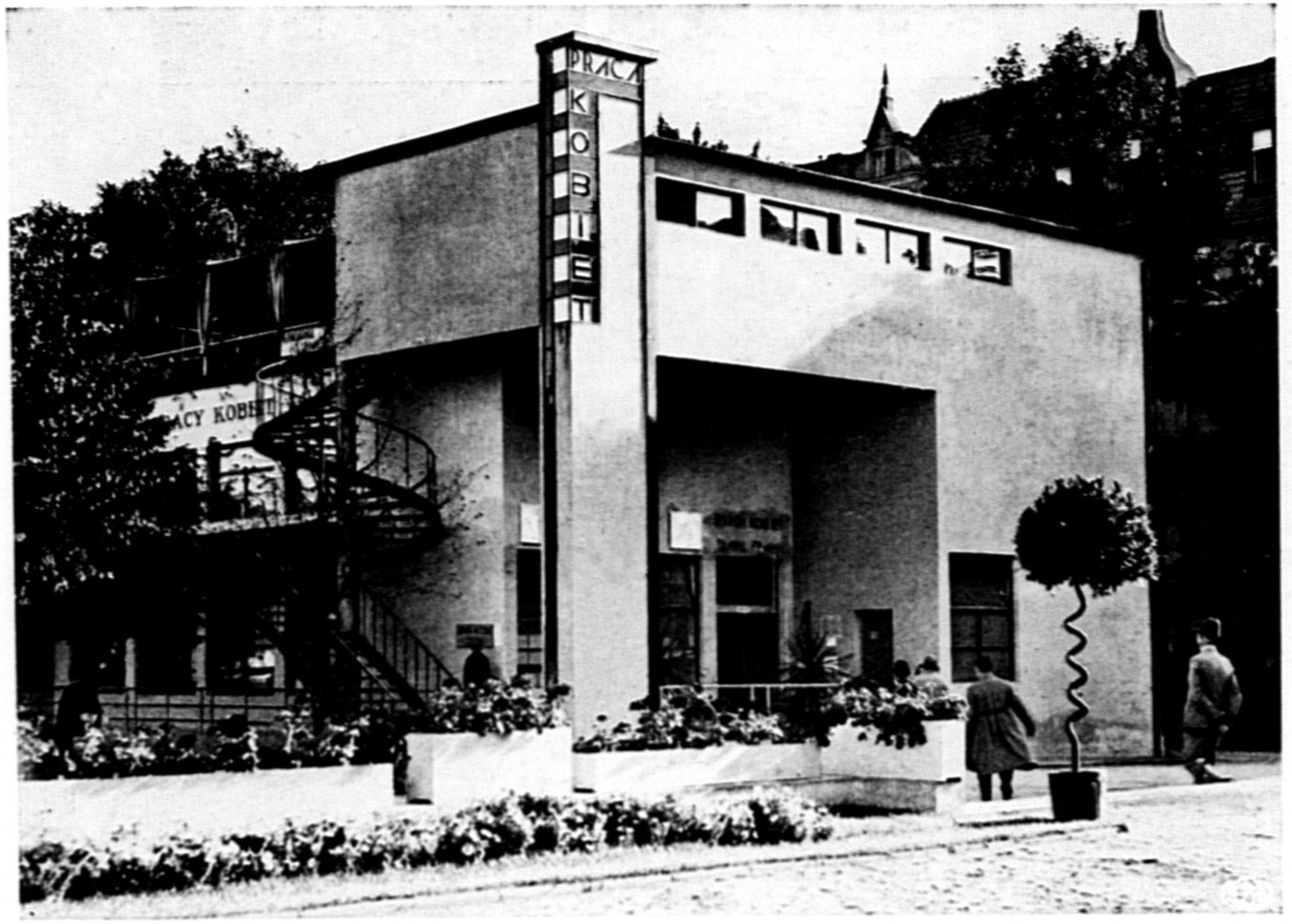
Pawilon Pracy Kobiet, zaprojektowany przez Hryniewicką-Piotrowską na Powszechną Wystawę Krajową w Poznaniu (1929)

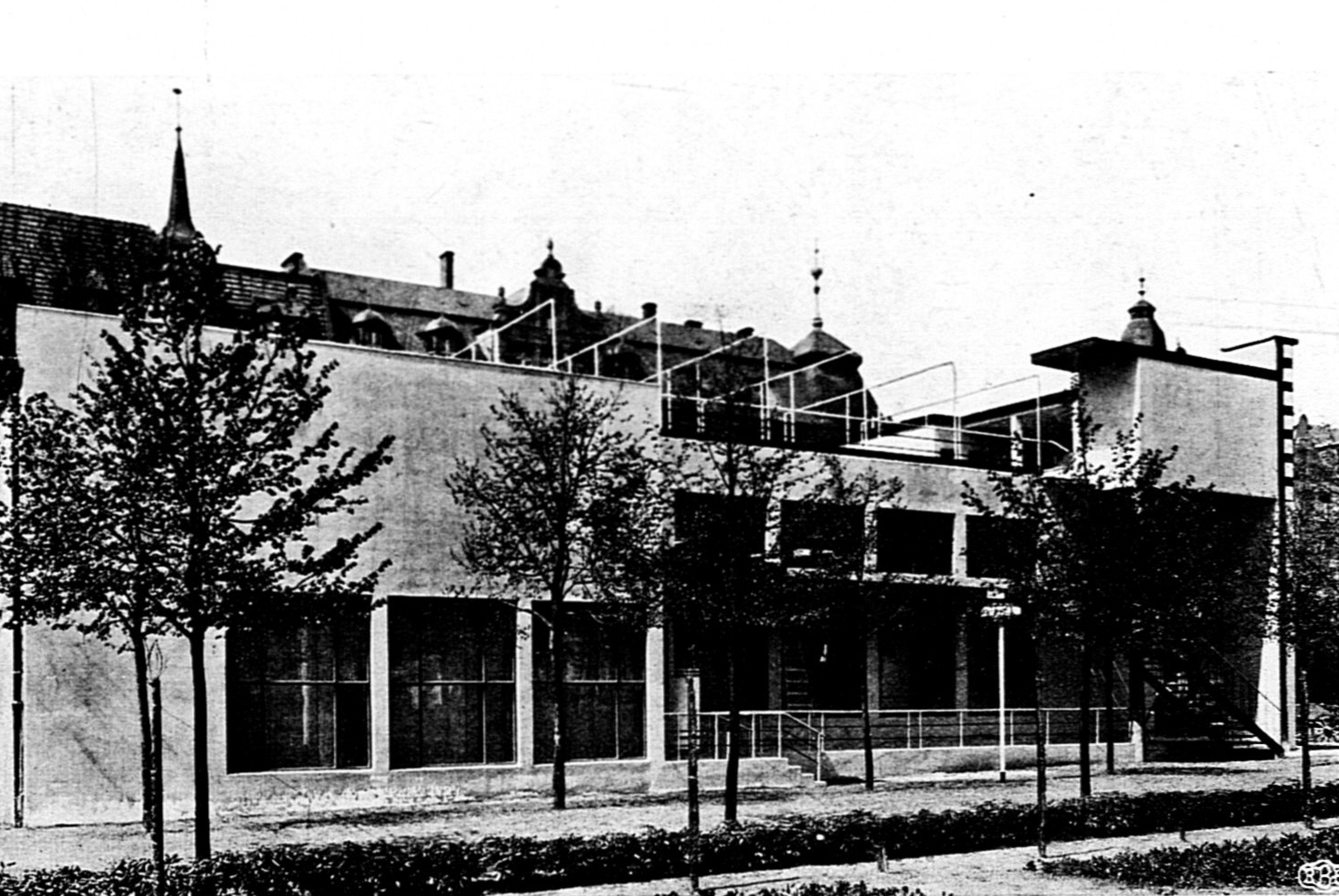
Pawilon pracy Kobiet, zaprojektowany przez Hryniewicką-Piotrowską na Powszechną Wystawę Krajową w Poznaniu (1929) w budowie

Pomysł powstania osobnego pawilonu, poświęconego pracy kobiet, wysunęła dziennikarka Maria Ruszczyńska. Miał on zobrazować twórczość kobiecą w kierunku naukowym, artystycznym, społecznym, gospodarczym itd. przy współdziałaniu wszystkich Polek całego świata. Powstanie pawilonu miało być przykładem kobiecej samopomocy, dlatego jego powstanie było finansowane przez wybicie specjalnych żetonów Mennicy Państwowej o nominale 1 i 10 zł – wzniesienie pawilonu miało być dokonane wyłącznie staraniem kobiet. Ideę stojącą za powstaniem Pawilonu Pracy Kobiet przedstawiano następująco:
Kobiety polskie bez różnicy stanu, zawodu i przekonań […] wystąpią na PWK z własnym pawilonem, zobrazują w nim całokształt działalności kobiecej, zbiorą fundusze drogą rozprzedaży […] żetonu, oraz wejdą w ścisłe porozumienie z dyrekcją Powszechnej Wystawy Krajowej
Do zamkniętego konkursu zaproszono 4 architektki: Marię Buckiewiczównę, Mirutę Słońską, Irenę Obmińską-Wieczorkową oraz Anatolię Hryniewicką-Piotrowską. Zwyciężczyni, Anatolia Hryniewicka-Piotrowska, oprócz wykonania projektu objęła także nadzór budowlany nad pawilonem i zaprojektowała jego wnętrze wspólnie z Zofią Trzcińską-Kamińską. Pawilon Pracy Kobiet reprezentował tzw. „środowiska postępowe”, złożone z reprezentantek PPS, środowisk legionowych, Związku Pracy Obywatelskiej Kobiet i Klubu Politycznego Kobiet Postępowych. W tamtym czasie była to jeden z pierwszych budynków w Polsce, które zostały zaprojektowane samodzielnie przez kobietę. Ze względu na swój tymczasowy charakter, Pawilon Pracy Kobiet został rozebrany po zakończeniu Powszechnej Wystawy Krajowej.

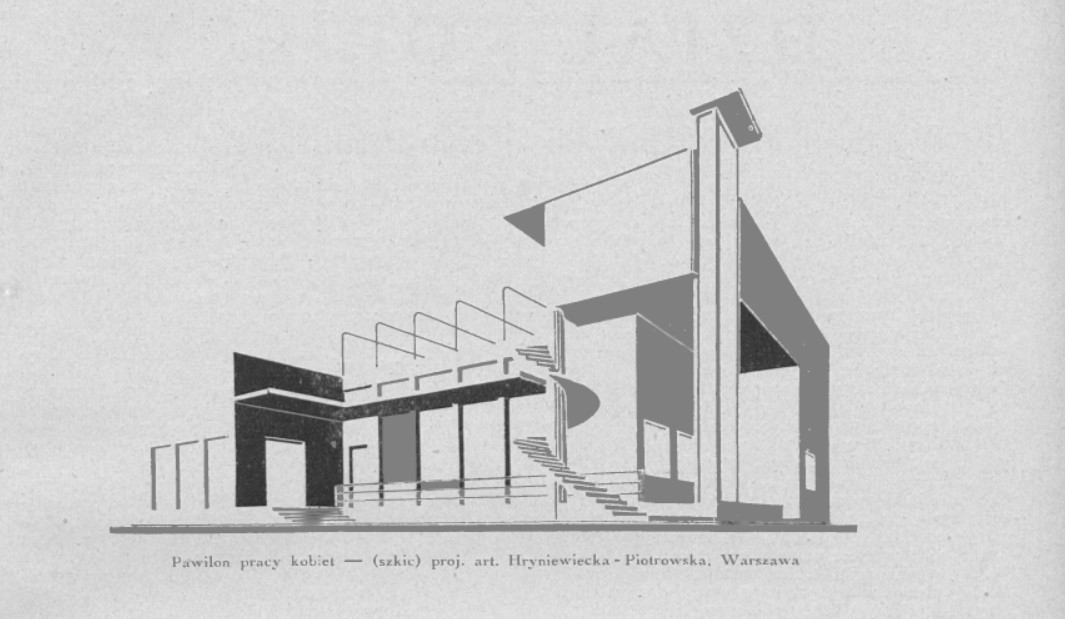
Projekt Pawilonu Pracy Kobiet opublikowany w czasopiśmie Echo Powszechnej Wystawy Krajowej (1929)

Pawilon Pracy Kobiet był debiutem Piotrowskiej jako samodzielnej architektki i jednocześnie jej ostatnią realizacją – po 1929 r. żaden z jej projektów nie został zrealizowany.